# Zvenîciv, Ripkî
Zvenîciv (în ucraineană Звеничів) este un sat în comuna Velîka Vis din raionul Ripkî, regiunea Cernihiv, Ucraina.

## Demografie
Componența lingvistică a localității Zvenîciv
     Ucraineană (98,44%)
     Rusă (1,56%)
Conform recensământului din 2001, majoritatea populației localității Zvenîciv era vorbitoare de ucraineană (98,44%), existând în minoritate și vorbitori de rusă (1,56%).